# ديف تايلور (موسيقي)
ديف تايلور (بالإنجليزية: Dave Taylor)‏ هو موسيقي أمريكي، ولد في 6 يونيو 1944 في بروكلين في الولايات المتحدة.

## وصلات خارجية
- الموقع الرسمي
- ديف تايلور على موقع ميوزك برينز (الإنجليزية)
- ديف تايلور على موقع أول ميوزيك (الإنجليزية)
- ديف تايلور على موقع أول ميوزيك (الإنجليزية)
- ديف تايلور على موقع ديسكوغز (الإنجليزية)